# فلويد بين
فلويد بين (بالإنجليزية: Floyd Bean)‏ هو عازف بيانو وموسيقي أمريكي، ولد في 30 أغسطس 1904، وتوفي في 14 مارس 1974 في سيدار رابيدز في الولايات المتحدة.

## وصلات خارجية
- فلويد بين على موقع ميوزك برينز (الإنجليزية)
- فلويد بين على موقع أول ميوزيك (الإنجليزية)
- فلويد بين على موقع ديسكوغز (الإنجليزية)